# Taeniodera anceps
Taeniodera anceps är en skalbaggsart som beskrevs av Waterhouse 1881. Taeniodera anceps ingår i släktet Taeniodera och familjen Cetoniidae. Inga underarter finns listade i Catalogue of Life.